# Морейра, Яник
Яник Пирес Морейра (род. 31 июля 1991, Луанда, Ангола) — ангольский профессиональный баскетболист, играющий на позиции центрового. Выступает за баскетбольный клуб «Колоссос».

## Карьера
С 2008 по 2011 играл за команду «Примейро де Агосто» в чемпионате Анголы, после чего переехал в США, где играл за университетские команды в NCAA.
После окончания университета выставил свою кандидатуру на драфт НБА в 2015, но не был выбран, после чего присоединился к команде «Лос-Анджелес Клипперс» для участия в Летней лиге НБА. В дебютном матча Летней лиги против «Орландо Мэджик» Яник провёл на паркете чуть больше 20 минут, набрал 6 очков и совершил 5 подборов. В играх Летней лиги Яник выходил в стартовом составе и получал внушительное игровое время, однако, контракт между «Морейрой» и «Клипперс» так и не был подписан.
Центровой в сезоне 2015/2016 играл в Европе за «Руан Метрополь Баскет» и «Мурсия».
В июле 2016 года Яник выступал в Летней лиге НБА за «Торонто Рэпторс». 11 августа 2016 он подписал контракт с «Рэпторс», но 22 октября был отчислен из клуба. 30 октября 2016 года Морейра стал игроком «Рэпторс 905». И, хотя он перешёл в клуб «Санат Нафт Абадан» из чемпионата Ирана ещё до окончания сезона, Яник получил звание победителя Д-Лиги как полноправный член команды «Рэпторс 905».
Перед сезоном 2017/2018 перешёл в клуб Единой лиги ВТБ «Парма». Контракт был подписан на 1 сезон. По ходу сезона Яник является одним из лидеров лиги по количеству подборов.

## Сборная Анголы
Выступал за сборные Анголы различных возрастов. В 2008 году выиграл серебряные медали чемпионата Африки среди игроков не старше 18 лет.
В основную сборную страны регулярно вызывается с 2010 года. В её составе выступал на чемпионате мира 2014 года, наиболее ярко проявив себя в матче со сборной Австралии, в котором набрал рекордные для себя 38 очков и совершил 15 подборов.

## Достижения

### Клубные
- Победитель Лиги чемпионов ФИБА: 2018/2019
- Чемпион D-Лиги: 2016/2017
- Чемпион Анголы (3): 2007/2008, 2008/2009, 2009/2010
- Обладатель Кубка Анголы (2): 2007/2008, 2008/2009
- Обладатель Суперкубка Анголы (4): 2007, 2008, 2009, 2010

### Сборная Анголы
- Серебряный призёр чемпионата Африки: 2015
- Серебряный призёр чемпионата Африки (до 18 лет): 2008